# Daune materiale
Daunele materiale (sau pagubele materiale) reprezintă deteriorarea sau distrugerea bunurilor personale imobiliare⁠(d) sau corporale⁠(d), cauzate de neglijență⁠(d), distrugere intenționată⁠(d) sau un act al naturii⁠(d). Distrugerea proprietății este un subtip al daunelor materiale care implică deteriorarea proprietății care rezultă dintr-o abatere intenționată și este pedepsită ca infracțiune.
Distrugerea proprietății cuprinde vandalismul (deteriorarea, distrugerea sau desfigurarea deliberată), implozia clădirilor⁠(d) (distrugerea proprietății cu explozibili) și incendierea (distrugerea proprietății cu foc), precum și infracțiuni similare care implică provocarea ilegală de daune sau distrugerea de bunuri personale sau imobile.